# متنزه بحيرة هيمبستيد الحكومي
متنزّه بحيرة هيمبستيد الحكومي، تبلغ مساحته 737 أكر (2.98 كـم2) المتنزّه الحكومي الواقع في مقاطعة ناسو، نيويورك في الولايات المتحدة. يقع المتنزّه في غرب هيمستيد، وهو أحد الثلاثة متنزّهات الحكومية داخل بلدة. يوجد مدخل سريع الوصول عند مخرج 18 من جنوب ستيت باركواي. يحتوي المنتزة على أكبر بحيرة للمياه العذبة في مقاطعة ناسو.
يوفر المنتزة طاولات نزهة مع أجنحة وملاعب تنس، وملاعباً للاطفال وباحة للعب وبرامج ترفيهية، رياضة المشي لمسافات طويلة، ركوب الدراجات ومضمار للخيل وصيد الأسماك وصيد الأسماك على الجليد والتزلج على الجليد والتزلج الريفي على الثلج والتزلج على الجليد ومقطورات للقوارب. تحتوي الحديقة على ثلاث برك لصيد الأسماك بها عدة أنواع من الأسماك. توفر مناطق النزهة المشجرة الظل.

## تاريخ
السمة المركزية لهذا المتنزّه هي بحيرة هيمبستيد، التي تم اقتراحها لأول مرة في عام 1870 لتزويد بروكلين ، نيويورك بالمياه. تم بناء سد على نهر ميل،  المعروف أيضًا باسم هيمبستيد كريك لتشكيل الخزانات التي تبلغ مساحته 167-فدان  بعد ضم بروكلين من قبل مدينة نيويورك في عام 1898 ، انخفض استخدام الخزان كمصدر للمياه .
في عام 1925 ، تم وضع مسار جنوب ولاية باركواي عبر أراضي الخزان، وتم تعيين العقار كمنتزة حكومي . كان الطريق السريع دائرياً في الأصل حول الشاطئ الجنوبي لبحيرة هيمبستيد بين مخرجي 18 و 19. في عام 1947 ، تم وضع سد ترابي عبر الثلث الشمالي من بحيرة هيمبستيد، مما أدى إلى استقامة مسار المنتزة عبر البحيرة. بعد عقد من الزمان، تم تمديد شارع بينينسولا بوليفارد على طول الجانب الشرقي من الحديقة جزئيًا لإعادة استخدام طريق باركواي القديم.
أدت إعادة تشكيل جنوب ولاية باركواي إلى إنشاء بحيرتين من الثلث الشمالي للخزان: شمال شرق البركة وشمال غرب البركة . تستمر المياه الزائدة التي تخرج من بحيرة هيمبستيد إلى بركة ماكدونالد وجنوب البركة قبل مغادرة المتنزّه.
بركة ماكدونالد، بركة باركواي صغيرة يتم تدفق فيها ميل كريك بعد مغادرة بحيرة هيمبستيد تم تكريسها رسميًا في ذكرى ضابط شرطة نيويورك ستيفن ماكدونالد في 15 يناير 2021.